# Hamarsfjörður
Hamarsfjörður (in lingua islandese: Fiordo di Hamar) è un fiordo situato nel settore orientale dell'Islanda.

## Descrizione
L'Hamarsfjörður è un fiordo poco profondo situato nella regione dell'Austurland, nei fiordi orientali, tra Melrakkness e Búlandsness. È compreso tra i fiordi Álftafjörður e sud e Berufjörður a nord-est. Ha una larghezza di 4 km e penetra per 6 km nell'entroterra.
Allo sbocco dell'Álftafjörður e di Hamarsfjörður si trovano secche e barriere di sabbia che ostacolano l'accesso via mare ai fiordi.
In fondo al fiordo si apre la valle Hamarsdalur; il fiume Hamarsá va a sfociare nel fiordo.

## Il ritrovamento di monete romane
Nell'Hamarsfjörður si trova l'insediamento di Bragðavellir, dove nel 1905 e nel 1933 furono trovate alcune monete di rame romane datate al III secolo d.C. Sono le monete più antiche trovate in Islanda.
Le prime due monete, trovate dal contadino Jón Sigfússon, fanno riferimento all'imperatore Arilio, e sono datate al 270-275 d.C. Le altre, trovate nel 1933, erano in uso al tempo di Prombus e sono datate poco più tardi al 276-282 d.C.
Non è chiaro se le monete siano collegate a una nave romana spinta qui dal maltempo mentre faceva rotta verso la Gran Bretagna o se le monete sono state portate qui successivamente al tempo degli insediamenti vichinghi.

## Vie di comunicazione
La Hringvegur, la grande strada statale che contorna l'intera Islanda, fa il giro dell'intero fiordo e si collega con il villaggio di Djúpivogur, che sorge allo sbocco del Berufjörður, poco più a nord.